# Lago O'Higgins/San Martín
Il lago O'Higgins/San Martín si trova in Patagonia ed è suddiviso tra Argentina e Cile. Il lago è conosciuto con i nomi di due personaggi storici: in Argentina porta il nome di "lago San Martín" in onore di José de San Martín, mentre in Cile si chiama "lago O'Higgins" in onore di Bernardo O'Higgins. Entrambi i nomi sono riconosciuti a livello internazionale.
Il lago ha una superficie di 1.049 km² e si trova ad una quota di 255 metri di altitudine, nella Cordigliera Patagonica. Della sua superficie totale, 574 km² fanno parte del territorio cileno Regione di Aysén mentre i restanti 475 km² appartengono alla provincia di Santa Cruz, in Argentina.
È formato da vari rami tipici dei laghi di conformazione glaciale. È alimentato dalle acque del disgelo dei ghiacciai del Campo de Hielo Sur e da alcuni fiumi come il río Mayer, che sfocia nel lago nei dintorni della città di Villa O'Higgins.
Uno studio scientifico realizzato nel 2003 portò alla determinazione della profondità massima del lago, 836 metri; in seguito alla misurazione risulta essere il più profondo d'America.
Le acque del lago si riversano nell'Oceano Pacifico attraverso il corso del río Pascua, che sfocia nel Fiordo Calén, situato nei dintorni del golfo di Penas. Attualmente è in fase di studio un progetto per la realizzazione di tre dighe sul corso del fiume al fine di realizzare altrettanti invasi artificiali.
Le terre intorno al lago sono piuttosto povere. Nella sponda sud si insediarono, negli anni tra il 1914 ed il 1918, coloni britannici, scandinavi e svizzeri. Nel 1920 arrivarono anche i coloni cileni ed argentini che crearono, vicino al río Mayer un luogo di scambio che, nel 1966, si trasformò ufficialmente nella città di Villa O'Higgins.
Per via dei forti venti la navigazione nelle acque del lago può essere pericolosa. Per l'esplorazione del lago, un navigatore scandinavo costruì, negli anni trenta, la prima imbarcazione, battezzata "Los Andes", lungamente ricordata nei resoconti degli abitanti del luogo. In seguito piccole imbarcazioni di legno, portate da navigatori cileni, permisero il collegamento tra le sponde del lago. Oggi diverse imbarcazioni solcano le sue acque, al fine di collegare le sue sponde e per portare i turisti a visitare il Ghiacciaio O'Higgins, uno dei più grandi della Patagonia.